# 墨尔本海滩 (佛罗里达州)
墨尔本海滩（英語：Melbourne Beach），是美国佛罗里达州布里瓦德縣下属的一座城镇。建立于1923年。面积约为3.4平方公里（约合1.3平方英里）。根据2010年美国人口普查，该市有人口3,101人。论人口在本州排行第245。